# Grad Wasserleonburg
Grad Wasserleonburg (nemško Schloss Wasserleonburg znan tudi kot Löwenburg, Leonburg ali Leunburg) je bil srednjeveški grad, ki je stal nad vasjo Čače (Saak) na izravnavi na južnem vznožju Dobrača v občini Čajna (Nötsch im Gailtal) v Ziljski dolini na avstrijskem Koroškem. Prvotna zgradba gradu, ki se je nahajal vzhodno od sedanjega grajskega kompleksa, je bil v listinah prvič omenjen leta 1253 kot bamberški fevd in se je imenoval Löwenburg. Prvotni grad se je zrušil v potresu leta 1348. V drugi polovici 14. in v začetku 15. stoletja je bil grad znova zgrajen. Najstarejši del sedanjega grajskega kompleksa je bil leta 1747 prezidan v baročnem slogu, s kasnejšimi dogradnjami pa je postal renesančni kompleks z romansko-gotskimi deli in renesančnim dvoriščem. Tako se je večkrat prezidan grajski kompleks ohranil do danes in je v privatni lasti.

## Zgodovina
Predhodnik sedanjega gradu Wasserleonberg, ki je stal vzhodno od sedanjega grajskega kompleksa, je bil prvič omenjen v listini iz leta 1253 kot fevd bamberške škofije in imenovan Löwenburg, Lewenburch ali Leumburg. Takrat je bamberški škof grad in gospostvo podelil v fevd Kolu iz rodbine gospodov Roških-Rožeških (Ras-Rosegg), ki se je po gradu imenovala Lewenburški. V svojem grbu je imela bamberškega leva. Njegovi sorodniki so bili škofijski ministeriali na gradu Federaun pri Beljaku. Löwenburg je bil fevd bamberške škofije tudi ob začasni podelitvi nürnberškemu grofu Frideriku III. Nürnberškemu († 1297). V drugi polovici 13. stoletja je grad postal de facto fevd Koroške vojvodine pod koroškim vojvodo Majnhardom, grofom Tirolsko-goriškim. Koroški vojvoda Oton, eden od Majnhardovih sinov, ga je okoli leta 1308 podelil svojemu vicedomu Henriku Gralantu, ki je okoli leta 1310 dal grad razširiti.
Po smrti koroškega vojvode Henrika, mlajšega brata vojvode Otona, sta grad in gospostvo Wasserleonburg leta 1335 skupaj z vojvodino Koroško pripadla Habsburžanom, ki so ga v enakih delih podelil rodbinama Vivšniških (Weißenegg) in Ungnadom. Leta 1346 je bamberška škofija sklenila hipotekarno pogodbo z Wülfingom Ungnadskim in neuspešno poskusila pridobiti grad nazaj. Grad je močno prizadel potres 25. januarja 1348. Potres je sprožil tudi zemeljski plaz iz Dobrača, ki je reko Ziljo pod gradom zajezil, oblikovalo se je podolgovato jezero. Po temu dogodku je grad verjetno tudi poimenovan.  
Leta 1404 je gospostvo Wasserleonburg dobilo svoje okrajno sodišče, ki mu je pripadalo do leta 1643. Leta 1408 je grad skupaj z gospostvom in dvorom avstrijski vojvoda Leopold IV. (Leopold Ponosni) podelil bratoma Wulfingu in Konradu Ungnadskima. Glede na fevdno listino za Ungnadske iz leta 1471 je grad opisan kot propadajoč. Kasneje je pripadal bratom Ivanu, Andreju in Krištofu Ungnadskim (Sonnegg). Okoli leta 1522 so grad in gospostvo prodali Viljemu Neumannu, trgovcu iz Beljaka, z vsemi pripadajočimi posestmi, svoboščinami, ribjimi pašniki itd. Grad in gospostvo je bil neposreden cesarski fevd (oblast), kamor je spadalo 92 hub, 11 v fevdu in 126 koč. Neumann je bil mestni sodnik in eden najuglednejših meščanov Beljaka. Kot lastnik deležev v rudniku svinca v Plajberku pri Beljaku in rudniku živega srebra Idrija, je precej obogatel. Leta 1522 je grad kupil od bratov Ungnadov in se po njem kmalu poimenoval. Po njegovi smrti je grad pripadal najprej njegovi vdovi Barbari, od leta 1572 pa njeni hčerki Ani Neumann Wasserleonburški poročeni Liechentensteinski († 1623), legendarni gospodarici Muraua.
Ana Wasserleonburška-Liechtensteinska, rojena Neumann, je podedovano posest upravljala petdeset let. Bila je ena najzanimivejših renesančnih žensk v Avstriji. Kot petkratna vdova je podedovala ogromno bogastvo. Pri 82 letih se je poročila z grofom Jurijem Ludvikom Schwarzenbergom, ki je bil od nje mlajši 51 let. Ko je Ana leta 1623 umrla, je bila pokopana v katoliški župnijski cerkvi Murau. Ker je bila protestantka, so morali narediti luknjo v cerkvenem zidu, da je njena glava lahko ležala zunaj cerkve. Zadnjemu možu je zapustila skoraj vse svoje premoženje. Le grad Wasserleonburg je pridobil njen sorodnik, pranečak, Kristjan Proy Burgwandenski, ki je pred tem namesto nje upravljal z gradom. Leta 1664 je družina Proy podedovala posest s poroko z Janezom Andrejem Semlerjem iz Scharfensteina. Pod njegovim istoimenskim potomcem je bil grad leta 1747 baročno preurejen. Leta 1803 je družina Semler izumrla in gospostvo z gradom je prešlo na grofa Antona Attemsa. Leta 1858 je bilo gospostvo z gradom na dražbi in kupil jo je trgovec Romual Holenia. Wasserleonburg je prišel v last Oskarja von Schneditza prek njegove hčerke, ki je bila pomotoma zastrupljena. Po letu 1923 je Paul Graf Münster iz Hannovra, ki je pred kratkim pridobil grad, dal izvesti obsežno prenovo in urediti park. Naslednji grajski gospod je bil nemški veleposlanik v Parizu grof Johannes Welczek (1938–1950). Markiz Jurij de Cuevas je bil lastnik gradu do leta 1957, nato pa ga je predal Enricu Mayerju Wittgensteinskemu. Leta 1972 je posestvo kupil industrialec Heinz Friederichs iz Frankfurta na Majni.
Zanimivost: Poleti 1937 sta nekdanji britanski kralj Edvard VIII. Britanski in njegova žena Wallis Simpson preživela medene tedne na tem gradu.

## Ime gradu
Medtem ko je bil Wasserleonburg v srednjem veku znan kot Löwenburg, Leonburg ali Leunburg, je kasnejše ime Wasserleonburg dokumentirano šele okoli leta 1509. V starejših zgodovinskih virih se sprememba imenovanja pripisuje dejstvu, da naj se ob potresu sprožil tudi zemeljski plaz iz Dobrača, ki je zajezil reko Ziljo pod gradom in povzročil podolgovato jezero pod gradom; ime Wasserleonburg je verjetno nastalo zaradi tega dogodka.
V Urbarju iz leta 1528 se Wasserleonburg prvič omenja kot Wasserneuburg, ime, ki je bilo v uporabi še leta 1571. V novejših raziskavah to utemeljujejo z dejstvom, da se ime nanaša na novogradnjo že propadajočega gradu okoli leta 1528, ki jo je dal izvesti Viljem Neumann. Dokaz, da je poznejši grad Wasserleonburg v času, ko ga je kupil Viljem Neumann, že hudo propadal, je izročilna listina iz leta 1471 in dejstvo, da je Viljem Neumann za grad in posestvo plačal nenavadno nizko ceno. Iz tega lahko sklepamo, da je dal grad malo pozneje prezidati.

## Opis gradu
Najstarejši elementi današnje zgradbe so iz 16. stoletja. Do vrtne terase vodi drevored cipres, ki ga na severu omejuje dolg trakt kmetije iz 18. stoletja. Na vzhodni strani je dvonadstropno vhodno pročelje gradu. Njegovi vogali so podkleteni in oblečeni v mavec. Pomembna je fasada poznomanierističnega dvorišča, ki je bila izdelana okoli leta 1650. Sklepni kamen na notranji strani portala je leta 1747 postavil Janez Andrej Semler. Kapela je iz let okoli 1753/54 in je bila zgrajena sočasno z zelo okrašenim konjskim hlevom, ki danes služi kot reprezentativna dvorana za prireditve. Omeniti velja renesančni dvor in grajsko kapelo. Ta majhna sakralna stavba je posvečena sv. Jožefu, zgrajena je bila 1723 in predelana 1747. Ob veži kapele je rustikalen glavni portal. Dvonadstropni, dimljasto obokani prehod vodi na ozko notranje dvorišče. Najstarejša okoliška zgradba je utrdba in obzidje, ki pa je romantičen dodatek iz 19. stoletja. Trinadstropni vzhodni trakt je iz 14./15. stoletja, z debelimi zidovi, obokanim pritličjem in ozkimi kamnitimi stopnišči. Južni trakt ima v pritličju na dvoriščni strani dimljasto obokano arkado, katere loki se naslanjajo na toskanske stebre. Dvorišče na eni ozki strani zapira reprezentativna stena v slogu pozne renesanse. Trinadstropna dvoosna fasada ima v pritličju in nadstropju rožnate apnenčaste klete. Nad širokim okrogloločnim portalom se vidita po dve okni v obeh nadstropjih, ki jih v drugem nadstropju desno in levo obdajata niši, v vsaki sta po en svetnik in svetnica. To nadstropje je bilo verjetno dozidano šele v poznem 17. stoletju. Fasada je ometana. Znotraj gradu imajo nekateri prostori v zgornjem nadstropju strop s štukaturo. Oprema je delno starinska in delno moderna. Ohranjenih je več starih marmornih kaminov. V jedilnici zahodnega trakta so ohranjene štiri stenske poslikave iz okoli leta 1700. Nekdanji mogočni hlev za konje v prizidku je iz 18. stoletja. Gre za triladijsko dvorano z 12 toskanskimi marmornimi stebri in z vdolbino. 
Od 5. junija do 7. septembra 1937 sta tu preživela medene tedne upokojeni britanski kralj Edvard VIII. Britanski (vojvoda Windsorski) in njegova žena Wallis Simpson.
V letih 1996/97 je bila preurejena v 150 m2 veliko dvorano Anne Neumann, ki jo je mogoče najeti za prireditve. Wasserleonburg je danes v zasebni lasti Fundacija Heinz in Gisela Friederichs in ga je mogoče obiskati v skupinah po dogovoru. Za prireditve oddajajo grajsko dvorišče, kapelo, jedilnico in gospodarska poslopja.